# لوتا انگبری
لوتا اِنگبری (سوئدی: Lotta Engberg؛ ‏ زاده ۵ مارس ۱۹۶۳) خواننده سوئدی است.
او نماینده سوئد در مسابقه آواز یوروویژن ۱۹۸۷ بود.